# Rechtssoziologie
Die Rechtssoziologie gehört zu den rechtswissenschaftlichen Grundlagenfächern und untersucht die Wechselwirkungen zwischen der Rechtsordnung und der sozialen Wirklichkeit. Sie befasst sich einerseits mit dem Einfluss der gesellschaftlichen Gegebenheiten auf das Rechtssystem, andererseits mit dem Einfluss rechtlicher und anderer Normen auf die gesellschaftliche Wirklichkeit.

## Rechtssoziologie als wissenschaftliche Disziplin
Im Unterschied zur Rechtswissenschaft versteht sich die Rechtssoziologie als eine empirische Wissenschaft und setzt zur Überprüfung ihrer theoretischen Thesen die Methoden der empirischen Sozialforschung ein. Hinsichtlich ihres Untersuchungsgegenstandes nimmt sie neben der Rechtsordnung auch die Existenz weiterer sozialer Ordnungsgefüge zur Kenntnis. Wesentliche Forschungsprobleme erwachsen aus der Unterscheidung zwischen sozialen und rechtlichen Normen und der faktischen Zweistämmigkeit der Entstehung der Rechtsordnung, die offenbar nur teilweise auf soziale Normen zurückzuführen ist. Im Gegensatz zur dogmatisch ausgerichteten Rechtswissenschaft versteht die Rechtssoziologie Recht als ein Phänomen der gesellschaftlichen Wirklichkeit, das durch soziale Verhaltensmuster und Zusammenhänge konstruiert wird, bestehende Macht- und Herrschaftsverhältnisse stabilisiert oder verändert.
Die Sozialwissenschaften fanden in den 1970er Jahren an verschiedenen Orten Einzug in das rechtswissenschaftliche Studium, auch weil die politische Steuerung der Gesellschaft durch das Recht thematisiert wurde. Einige Universitäten erprobten eine sozialwissenschaftliche Juristenausbildung, die sich allerdings gegen das klassische Modell des dogmatisch ausgebildeten Juristen nicht durchzusetzen vermochte. Die institutionelle Anbindung der Rechtssoziologie als (vermeintliche) Grenzwissenschaft war also und ist weiterhin wenig gewährleistet. Die Rechtssoziologie ist an den deutschen Hochschulen traditionell in den rechtswissenschaftlichen und nicht in den sozialwissenschaftlichen Fachbereichen verankert. Das Spannungsfeld von Recht und Gesellschaft hat in der anglo-amerikanischen akademischen Diskussion einen vergleichsweise größeren Stellenwert (Law and Society-Bewegung). Seit 1989 existiert das International Institute for the Sociology of Law.

## Gegenstände
Die Rechtstatsachenforschung untersucht beispielsweise die Entscheidungsprozesse in den juristischen Institutionen wie Gerichten oder Parlamenten, die Willensbildung in den juristischen Berufsorganisationen, z. B. den Rechtsanwaltskammern oder dem Deutschen Anwaltverein, die universitäre Rechtswissenschaft einschließlich des Literaturwesens und im weiteren Sinn die Abläufe in der juristischen Gesellschaft als Gemeinschaft aller tätigen Juristen und juristischen Mitarbeiter.

## Erkenntnisinteresse
Die klassische Rechtssoziologie bewegt sich zwischen zwei Paradigmen: der „soziologischen Jurisprudenz“ und der disziplinär soziologischen Analyse, der „Soziologie des Rechts“.
Die soziologische Jurisprudenz ist noch heute vor allem mit dem österreichischen Rechtssoziologen Eugen Ehrlich (1862–1922) verbunden. Sie ist der Versuch, über die Kenntnis der Zusammenhänge von Recht und Gesellschaft zu einem besseren Recht zu gelangen. Demgegenüber versteht sich die Soziologie des Rechts als ein Unterfall der allgemeinen Soziologie, die „Recht“ als gesellschaftliches Phänomen untersucht; für sie steht der deutsche Soziologe und Nationalökonom Max Weber (1864–1920).
Heute geht die Forschung zu den Wechselwirkungen zwischen Recht und Gesellschaft über klassisch soziologische Ansätze hinaus. „Rechtssoziologie“ wird von vielen im Sinn der angloamerikanischen Law and Society-Forschung oder der socio-legal studies verstanden als ein disziplinär nicht gebundenes (transdisziplinäres) Projekt, welches das gesamte Spektrum gesellschaftlicher Rechtsforschung umfasst. Dem liegt die Erkenntnis zugrunde, dass disziplinäre Forschungsansätze, die Recht als ein soziales Phänomen begreifen oder den Zusammenhang zwischen Recht und Gesellschaft untersuchen, notwendig kontingent sind, sich gerade in ihrem Pluralismus gegenseitig befruchten und nicht selten zu einer Änderung oder Erweiterung des „eigenen“ fachlichen Blickfeldes beitragen.
Forschungen zu Rechtswirklichkeit in diesem Sinn (socio-legal research) umfassen neben den klassisch-soziologisch und empirischen Zugängen unter anderem die Rechtsanthropologie, Rechtsethnologie, Kulturwissenschaften, Gender Studies (Geschlechterforschung), Wirtschaftswissenschaft (Ökonomie), Politikwissenschaft, Sozialgeschichte, Sozialpsychologie und Verwaltungswissenschaft.
Zwischen Rechtssoziologie und Rechtstheorie oder Rechtsphilosophie besteht eine enge Beziehung.